# 圣母领报桥
圣母领报桥（羅馬化：Blagoveshchensky most）是俄羅斯圣彼得堡涅瓦河上的第一座永久桥梁，连接瓦西里岛与市中心。桥长331米，宽24米。它建于1843-1850年，由波兰工程师设计，当时是欧洲最长的桥。由于靠近圣母领报广场，命名为圣母领报桥。1855年尼古拉一世驾崩，为纪念他而改名为尼古拉耶夫斯基桥（Николаевский мост）。1918年十月革命后，为纪念1905年俄国革命期间塞瓦斯托波尔起义的领导人彼得·施密特，而更名为施密特中尉桥（Мост Лейтенанта Шмидта）。2006年该桥彻底重建，2007年恢复圣母领报桥原名。